# Kmart
Kmart (czasami stylizowany zapis K-Mart) – amerykańska sieć marketów dyskontowych sprzedająca m.in.: elektronikę użytkową, zabawki, urządzenia ogrodnicze i odzież, należąca do Transformco. W sieci znajdują się 34 sklepy (stan na maj 2020), ulokowane na terytorium Stanów Zjednoczonych, Guamu, Portoryko i Wysp Dziewiczych. Sieć prowadzi też sprzedaż przez internet.

## Historia
Historia Kmart sięga roku 1899, kiedy Sebastian S. Kresge założył przedsiębiorstwo S.S. Kresge Company. W roku 1912 firma zarządzała 85 sklepami, które generowały łączną sprzedaż na poziomie ponad 10 mln USD. W 1918 S.S. Kresge Company zadebiutowała na giełdzie New York Stock Exchange. W 1966 sprzedaż osiągnęła 1 mld USD, a liczba sklepów wyniosła 915.
W 1977 roku nazwa S.S. Kresge Company została zmieniona na Kmart Corporation.
W 2003 roku przedsiębiorstwo zakończyło postępowanie naprawcze rozpoczęte w roku 2002, a w 2005 połączyło się z Sears, w wyniku czego powstała Sears Holdings, do której należą udziały w obydwu spółkach.

### Upadek sieci
Problemy finansowe sieci, które zaczęły się we wczesnych latach 90, nasiliły się z drugą dekadą XXI wieku, wymuszając likwidację zdecydowanej większości sklepów:
| Data                 | Data                | Liczba sklepów zamkniętych | Rynki, w których sieć zamknęła wszystkie sklepy                                                               | Uwagi               | Źródło      |
| ogłoszenia zamknięć  | likwidacji sklepów  | Liczba sklepów zamkniętych | Rynki, w których sieć zamknęła wszystkie sklepy                                                               | Uwagi               | Źródło      |
| -------------------- | ------------------- | -------------------------- | --- | ------------------- | ----------- |
| 21 kwietnia 2016     | lato 2016           | 68                         | | jako Sears Holdings | [ 4 ] [ 5 ] |
| 24 sierpnia 2017     | listopad 2017       | 28                         | stan Rhode Island                                                                                             | jako Sears Holdings | [ 6 ]       |
| 3 listopada 2017     | styczeń 2018        | 45                         | stan Alabama                                                                                                  | jako Sears Holdings | [ 7 ]       |
| 19 maja 2018         | większość lato 2018 | 10                         | stan Vermont                                                                                                  | jako Sears Holdings | [ 8 ]       |
| 31 maja 2018         | wrzesień 2018       | 15                         | stan Hawaje                                                                                                   | jako Sears Holdings | [ 9 ]       |
| 28 czerwca 2018      |                     | 1                          | Havre w Montanie                                                                                              | jako Sears Holdings | [ 10 ]      |
| 23 sierpnia 2018     | listopad 2018       | 13                         | | jako Sears Holdings | [ 11 ]      |
| 15 października 2018 |                     | 64                         | stany Arkansas, Georgia i Kansas                                                                              | w ramach bankructwa | [ 12 ]      |
| 8 listopada 2018     | luty 2019           | 11                         | | w ramach bankructwa | [ 13 ]      |
| 28 grudnia 2018      | marzec 2019         | 37                         | stany Dakota Południowa, Luizjana, Missisipi, Missouri i Nebraska                                             | w ramach bankructwa | [ 14 ]      |
| 2 maja 2019          | 7 lipca 2019        | 1                          | Walla Walla w Waszyngtonie                                                                                    | jako Transformco    | [ 15 ]      |
| 5 sierpnia 2019      | październik 2019    | 5                          | | jako Transformco    | [ 16 ]      |
| 31 sierpnia 2019     | z końcem roku 2019  | 79                         | stany Connecticut, Idaho, Indiana, Karolina Południowa, Kentucky, Maine, Oklahoma, Tennessee, Utah i Wirginia | jako Transformco    | [ 17 ]      |
| 7 listopada 2019     | luty 2020           | 45                         | stany Arizona, Delaware, Iowa, Ohio, Oregon, Wirginia Zachodnia, Wisconsin i Wyoming                          | jako Transformco    | [ 18 ]      |
| luty 2020            | kwiecień 2020       | 15                         | stany Kolorado, Illinois, Karolina Północna, Nevada, Nowy Meksyk, Teksas i Waszyngton                         | jako Transformco    | [ 19 ]      |